# زادگردی
زادگردی یا گردشگری زایمان، سفر به کشوری دیگر باهدف زایمان در آن کشور است. 
دلیل اصلی زادگردی، کسب شهروندی برای بچه در کشوری با شهروندی حق تولد است اصل خاک. دلایل دیگر شامل دسترسی به مدرسی دولتی، سلامتی، گرفتن پشتیبان برای والدین در آینده، یا حتی دور زدن سیاست دو فرزندی چین است. مقاصد محبوب شامل ایالات متحده آمریکا و کاناداست. مقصد دیگر برای زادگردی، هنگ کنگ است که در آن شهروندان سرزمین اصلی چین به آنجا سفر می‌کنند تا حق اقامت را برای فرزندانشان کسب کنند. برای دلسرد کردن گردشگری تولد، استرالیا، فرانسه، آلمان، ایرلند، نیوزیلند، آفریقای جنوبی و انگلستان، قوانین شهروندی‌شان را در زمین‌های مختلف تغییر داده‌اند که تضمین می‌کند که شهروندی با تولد فقط به‌شرطی داده می‌شود که حداقل یکی از والدین، شهروند کشور یا ساکن دائمی و قانونی باشد و برای چندین سال در کشور زندگی کرده باشد. آلمان هیچ‌گاه شهروندی حق تولد بدون شرط را تضمین نکرده است اما به طور سنتی از قانون خون استفاده کرده است. پس با دست برداشتن از التزام شهروندی حداقل یکی از والدین، آلمان قوانین شهروندی‌اش را کمی نرم‌تر کرده است. با این حال، برخلاف بچه‌های به دنیا آمده و بزرگ‌شده در آلمان، والدین غیراروپایی و غیر سویسی که در خارج به دنیا و بزرگ‌شده باشند، نمی‌تواند شهروندی دوگانه داشته باشند.

## استفاده توسط افراد مشهور ایرانی
در سالهای اخیر تعدادی از هنرمندان و افراد مشهور ایرانی از این نوع گردشگری استفاده نموده‌اند که خبرگزاری‌های ایرانی اسامی زیر را منتشر نموده‌اند و 
- فریبا نادری
- رضا قوچان نژاد
- بنیامین بهادری
- روناک یونسی
- محسن تنابنده
- شیلا خداداد
- سام درخشانی
- بهنام صفوی
- رزیتا غفاری
- شبنم قلی‌خانی
- ترانه علیدوستی
- رامبد جوان